# Aeroportul Cape Lisburne
Aeroportul Cape Lisburne (IATA: LUR, ICAO: PALU, FAA LID: LUR) este un aeroport din Alaska, Statele Unite ale Americii. Aeroportul a fost tranzitat în 2019 de 504 pasageri.
Situat la o altitudine de 5 m, aeroportul dispune de 1 pistă.

## Infrastructură

### Piste
Aeroportul dispune de o singură pistă. Pista 09/27 are suprafața de pietriș și dimensiunile 4.800 picioare × 135 picioare. 